# Ukemochi Corona
L'Ukemochi Corona è una struttura geologica della superficie di Venere.